# Jacob Bach
Pour les articles homonymes, voir Bach (homonymie).
Jacob Bach (né à Wolfsbehringen en duché de Saxe-Gotha le 12 septembre 1655, mort à Ruhla (duché de Saxe-Eisenach) le 11 décembre 1718) est un cousin éloigné de Jean-Sébastien Bach (leurs arrière-grands-pères étaient frères). C'est un organiste et cantor allemand.
Il fréquente l'école de latin d'Eisenach en 1669 et 1670. Chassé pour cause de vol, il continue ses études à Gotha, y reçoit une formation musicale.
Jacob épouse Anna Martha Schmidt le 10 novembre 1674 à Eisenach. La famille de la jeune mariée est hostile à cette union et, à la suite de difficultés matérielles, elle regagne la maison parentale. Un seul fils naîtra de cette union : Johann Ludwig le 4 février 1677. 
Jacob poursuit des études à Mühlhausen et ses déboires financiers le contraignent à s'enrôler pendant un an comme mercenaire dans les troupes du prince d'Eisenach. 
Il devient ensuite maître d'école et cantor à Thal près de Rhula, aux environs d'Eisenach, où sa femme vient le rejoindre en 1679. Tous deux partent la même année s'installer à Steinbach (Thuringe) où Jacob assure les mêmes fonctions. Anna Martha meurt en 1688 mais sera remplacée en 1689 par Dorothea Katharina Herwig qu'il épouse probablement à Wasungen (Thuringe où il occupe un nouveau poste de cantor. Elle lui donnera 6 enfants en à peine 6 années (2 d'entre eux ne vivront que quelques mois). Jacob Bach termine sa carrière à Rhula, toujours comme cantor. Devenu veuf très vite, il épouse Christina Regina Vogel le 1er mars 1698 à Rhula (ils auront 2 enfants) et enfin Anna Barbara Schenk en 1704 qui lui donnera encore 2 enfants.

## Œuvres
- Schmücke dich, o liebe Seele[1]